# ادوارد پارنل (تیرانداز ورزشی)
ادوارد پارنل (انگلیسی: Edward Parnell; ۲۱ ژوئن ۱۸۷۵ – ۲ فوریهٔ ۱۹۴۱) ورزشکار ورزش تیراندازی اهل بریتانیا بود.
وی در مسابقات کشوری و بین‌المللی در مجموع برندهٔ ۱ مدال نقره شده‌است.